# Сигети, Дора
Дора Сигети (венг. Szigeti Dora; род. 3 августа 2006 года, Венгрия) — венгерская шорт-трекистка, чемпионка и 2-кратная бронзовый призёр чемпионатов мира среди юниоров, 2-кратная бронзовый призёр чемпионата Венгрии. Выступает за клуб "KSI" (Будапешт).

## Биография
Дора Сигети родилась в Будапеште, и в возрасте 5-ти лет впервые встала на коньки. Сначала занималась фигурным катанием, но кататься в блестящей одежде ей не понравилось и она вскоре перешла в шорт-трек, где тренировалась в клубе "МТК". Уже в 2011 году она участвовала в своих первых соревнованиях, а с 2014 по 2018 года ей не было равных на чемпионате Венгрии среди юниоров в своих возрастных категориях. В 2020 году Дора также выиграла забег на 1000 метров и была в призах на других дистанциях на юниорском чемпионате страны.
В марте 2021 года 14-летняя спортсменка дебютировала на национальном чемпионате Венгрии среди взрослых, а уже в декабре выиграла бронзовую медаль в забеге на 500 метров. В марте 2022 года на дебютном чемпионате мира среди юниоров в Гданьске юная "звезда" завоевала бронзовую медаль в составе женской эстафеты. 16-летняя Дора в январе 2023 года участвовала на Европейском юношеском олимпийском фестивале в итальянской Понтеббе, завоевав две золотые, одну серебряную и бронзовую медали. Через неделю на чемпионате мира среди юниоров в Дрездене завоевала бронзовую медаль в женской эстафете.
В сентябре 2023-го на чемпионате страны Дора вновь стала бронзовым призёром, но в этот раз в женской эстафете. В сезоне 2023/24 она впервые выступила на этапах юниорского Кубка мира, заняв однажды 2-е место в беге на 500 метров. В январе 2024 года на зимних юношеских Олимпийских играх в Канвондо заняла 5-е места в забегах на 500 и 1500 метров. В феврале на чемпионате мира среди юниоров в Гданьске Дора завоевала золотую медаль в составе женской эстафеты.